# 中国农业发展银行
中国农业发展银行（简称农发行，缩写：ADBC）是中华人民共和国唯一一家农业政策性银行，也是直属中华人民共和国国务院领导的中央金融企业。其主要任务是以国家信用为基础，以市场为依托，筹集支农资金，支持“三农”事业发展，发挥国家战略支撑作用。

## 历史沿革
- 1994年4月19日，中华人民共和国国务院发出《关于组建中国农业发展银行的通知》，批准其章程和组建方案。
- 1994年6月30日，农发行正式接受中国农业银行，中国工商银行划转的农业政策性信贷业务。
- 1995年3月，农发行基本完成省级分行组建。
- 1996年8月至1997年3月末，增设了省以下分支机构，基本实现了业务自营。此前，业务由中国农业银行代理。
- 1998年3月，国务院决定将农村扶贫，农业综合开发，粮食、棉花企业附营业务等划转有关国有商业银行。
- 2007年4月，经中国银监会批准[2]，农发行开始经办农业小企业贷款业务。

## 业务发展
《财富》杂志公布的2014年度财富世界500强企业名单中，中国农业发展银行按照营业收入位列第491位，按照利润排名第218位，中国企业第26位，这是中国农业发展银行首次上榜。
2017年7月3日，农发行面向全球投资者公开招标发行160亿元政策性金融债券，首单“债券通”发行成功。

### 业务范围
中国农业发展银行的业务范围，根据国民经济发展和宏观调控的需要并考虑到自身承办能力来界定和变更。自成立以来，国务院对其业务范围进行过多次调整，目前的主要业务是：
1. 办理粮食、棉花、油料、食糖、猪肉、化肥等重要农产品收储、调控、购销贷款；
2. 办理棚户区改造和农民集中住房建设贷款；
3. 办理农业农村基础设施和水利建设、流通体系建设贷款；
4. 办理易地扶贫搬迁、贫困地区基础设施、特色产业发展及专项扶贫贷款；
5. 办理农业综合开发、生产资料和农业科技贷款；
6. 办理县域城镇建设、土地收储类贷款；
7. 办理农业小企业、产业化龙头企业贷款；
8. 发行金融债券；
9. 买卖、代理买卖和承销债券；
10. 组织或参加银团贷款、票据承兑和贴现等信贷业务；
11. 办理结算、结售汇和代客外汇买卖业务；
12. 从事重点建设基金投资与管理，涉农产业基金投资，同业拆借、存放，代理收付款项及代理保险，资产证券化，企业理财，企业咨询顾问服务；
13. 吸收业务范围内开户企事业单位的存款，吸收居民储蓄以外的县域存款，吸收财政性存款；
14. 办理中央和省级政府的财政支农资金的代理拨付，为各级政府设立财政支农资金专户并代理拨付财政涉农补贴；
15. 经国务院银行业监督管理机构批准的其他业务。

### 资金来源
根据官方数据，中国农业发展银行注册资本为200亿元人民币。
运营资金的主要来源包括：
1. 业务范围内开户企事业单位的存款；
2. 所发行的金融债券；
3. 财政拨付的支农资金；
4. 向中国人民银行申请再贷款；

其中，长期依靠的是中国人民银行的再贷款，市场化筹资力度从2005年开始加大。根据官方统计，截至2015年末，中国农业发展银行向中国人民银行再贷款余额3058亿元，金融债券余额27467.4亿元。

### 投资/融资支持的中大型项目
- 贫困县易地扶贫搬迁项目
- 安徽引江济淮工程
- 青海红柳至一里坪地方铁路
- 内蒙古农村公路建设项目
- 北京新发地高碑店农副产品物流园区

### 对外交流
- 中国农业发展银行是亚太农协的正式会员，总行行长被选为其执行委员会的中国执行委员。
- 与日本农林渔业公库、泰国农业和农业合作社银行签订了双边业务合作协议。
- 1997年7月，在北京举办了中国农村信贷扶贫国际研讨会。
- 2000年10月，在北京承办了亚太农协第42届执委会会议。
- 2003年9月，在北京承办了亚太农协第14届大会暨第46届执委会会议。
- 2017年6月5日，在北京承办了亚太农协第68届执委会会议。

## 历任领导

### 历任行长
| 姓名   | 就任日期      | 卸任日期       | 备注  |
| ------ | ------------- | -------------- | ----- |
| 朱元樑 | 1994年10月    | 1998年4月      | [ 5 ] |
| 谢旭人 | 1998年4月6日  | 2000年         | [ 5 ] |
| 何林祥 | 2000年2月23日 | 2004年8月      | [ 5 ] |
| 郑晖   | 2004年8月     | 2015年3月      | [ 5 ] |
| 祝树民 | 2015年3月24日 | 2017年12月     | [ 5 ] |
| 钱文挥 | 2017年12月    | 2020年10月28日 | [ 5 ] |
| 湛东升 | 2021年7月23日 |                | [ 5 ] |

### 历任董事长
| 姓名   | 就任日期      | 卸任日期   | 备注  |
| ------ | ------------- | ---------- | ----- |
| 解学智 | 2015年3月24日 | 2020年10月 | [ 5 ] |
| 钱文挥 | 2020年10月    |            | [ 5 ] |